# Olivia (cantora)
Olivia Theresa Longott (Brooklyn, Nova Iorque, 15 de fevereiro de 1981) é uma cantora americana de R&B. A família mudou-se logo depois para Jamaica Queens, onde ela foi criada. Olivia é descendente de jamaicanos, índianos e cubanos. Ficou conhecida principalmente pela participação no clipe e na canção "Candy Shop" do rapper 50 Cent.

## Biografia
Nascida no Brooklyn, um distrito de Nova Iorque, mas criada em Jamaica Queens, um pequeno condado do Queens também em Nova York, Olivia tornou-se a primeira artista a estar ligada à J Records, fundada em 2000.
Olivia, o seu álbum de estreia, foi lançado em meados de abril 2001. Os singles foram "Bizounce" e "Are U Capable", que, tal como o álbum, passará despercebidos e se revelaram um autêntico fracasso. O registo vendeu menos de 100.000 cópias. O resultado foi simples, a J Records dispensou-a. Para além de não conseguir sucesso comercial a cantora não evidenciava também grandes qualidades artísticas e, muito menos, uma grande voz.
Quanda a carreira parecia estar afundada surge 50 Cent, que lhe oferece um contrato para ingressar na G-Unit Records. A artista aceitou e é atirada para as luzes da ribalta no tema "Candy Shop", de 50 Cent. Com a massiva rotação que a música recebeu, Olivia ganhou também uma grande exposição, que se pensou que traduziria nos seus temas.
Mas assim não ocorreu. Tanto "Twist It", como "So Sexy", não foram além de modestas posições nas tabelas e Olivia acabou por ver o lançamento do seu segundo álbum constantemente adiado. Ainda em 2005, Olivia fez uma participação na canção "Wild 2Nite" do cantor jamaicano Shaggy. Ao que parece, verá a luz do dia em 2007.

### Caso com 50 Cent
Na época em que Olivia saiu do anonimato para o estrelato participando da música "Candy Shop" de 50 Cent, saiu vários comentários nos EUA devido ao apelo sexual de Olivia, que ela teria passado pelo "teste do sofá" para poder entrar na G-Unit Records, mas evidentemente nada confirmado.

### Carreira no ano de 2008
Em 2008, Olivia participa do álbum de Stone Soul, na faixa "Travelin'", que se tornou single do cantor, porém não obteve muito êxito.
Olivia também divulga uma nova canção, "Rythm of My Heart" que, como seus últimos trabalhos, não vêem chamando atenção da mídia mundial.

### Nova era em 2010
Em 2009, Olivia dá uma entrevista no tapete vermelho de uma Vibe Party e informa ter assinado um contrato com a Universal para lançar o até agora intitulado Show the World, seu próximo álbum. O primeiro single deste novo trabalho começou a ser divulgado em setembro de 2009 e possui o título de "Take It Off". Aparentemente, teve boas críticas. Apesar de ter assinado contrato com a Universal, tem sido divulgado com o single "Control", onde o rapper Drake participa. em 2010 Olívia participa no segundo álbum do artista congolense Fally Ipupa, no singles " CHAISE ELECTRIQUE", que depois tornou-se single do album

### Trabalho em 2011
Olivia determinada em trabalhar como uma cantora R&B se empenha em um projeto solo e encontra-se confiante nesse novo empreendimento.
Na série Love & Hip-Hop, vemos quatro mulheres, Olivia,Chrissy Lampkin, namorada do astro de Hip-Hop Jim Jones, Emily Bustamante, namorada do rapper Fabolous e a rapper Somaya "Boss" Reece. Será que essas quatro mulheres têm a resistência e a força para sobreviver ao caos do jogo do hip-hop e realizar seus sonhos? 
Estréia em 6 de Março, após Basketball Wives.
Na preparação de seu próximo show e álbum, Dollaz Unlimited estará lançando Olivia "s Free Ep novo intitulado Love And Hip Hop, que inclui o hino do clube" Salt Lick Shot Lime "e novo single" In Your Shoes ", uma colaboração com Vaughn Anthony. Acompanhe na lista abaixo: 
1. In Your Shoes (with Vaughn Anthony) 
2. Love Is 
3. Only Live Once 
4. Daddy”s Little Girl 
5. Lick Salt Shot Lime 
6. Any Time Any Place (Janet Jackson Cover)
7. Walk Away (Snippet)
8. December (Snippet)
9. All or Nothing

## Discografia

### Álbuns de estúdio
- 2001 - Olivia
- 2005 - Behind Closed Doors(Cancelado)
- 2009 - Alone With You (Cancelado)
- 2011 - Show the World

### MixTapes
- 2008 - Olivia - So Seductive
- 2010 - Olivia - Under The Radar ( Apenas digital)
- 2011 - Olivia - Love & Hip-Hop ( Apenas digital)

### Singles
| Ano  | Título                                         | Posições nas paradas | Posições nas paradas | Posições nas paradas | Álbum                       |
| Ano  | Título                                         | EUA Hot 100          | EUA R&B              | RU                   | Álbum                       |
| ---- | ---------------------------------------------- | -------------------- | -------------------- | -------------------- | --------------------------- |
| 2001 | "Bizounce"                                     | 15                   | 4                    | 20                   | Olivia                      |
| 2001 | "Are U Capable" (feat. Eve)                    | —                    | 124                  | —                    | Olivia                      |
| 2005 | "Candy Shop" (50 Cent feat. Olivia)            | 1                    | 1                    | 4                    | The Massacre                |
| 2005 | "Twist It" (feat. Lloyd Banks)                 | —                    | 114                  | —                    | Behind Closed Doors         |
| 2005 | "Wild 2Nite" (Shaggy feat. Olivia)             | —                    | —                    | 61                   | Clothes Drop                |
| 2005 | "So Sexy"                                      | —                    | —                    | —                    | Behind Closed Doors         |
| 2006 | "Best Friend (Remix)" (50 Cent feat. Olivia)   | 35                   | 22                   | 35                   | Get Rich or Die Tryin'      |
| 2007 | "Cherry Pop" (feat. Missy Elliott)             | —                    | —                    | —                    | Alone with You              |
| 2008 | "Travelin'" (The Stone Soul Feat. Olivia)      | —                    | —                    | —                    | -                           |
| 2009 | "Chaise Electrique" (Fally Ipupa feat. Olivia) | —                    | —                    | —                    | Arsenal des Belles Mélodies |
| 2009 | "Take It Off"                                  | —                    | —                    | —                    | Alone with You              |
| 2010 | "Control" (Feat. Drake)                        | —                    | —                    | —                    | Show The World              |